# Иван Панайотов (географ)
Иван Александров Панайо̀тов е български географ, доцент във Висшия икономически институт „Карл Маркс“ (УНСС) в София. Инициатор е за създаването на туристическото движение „100 национални туристически обекта“.

## Биография
Роден е на 2 февруари 1915 г. в Харманли. През 1942 г. завършва география в Софийския университет. От 1968 до 1975 г. завежда секция в Научноизследователски планов икономически институт към Държавната планова комисия. Доцент е във Висшия икономически институт в София от 1968 г. Създател и главен-редактор на поредицата „Малка туристическа библиотека“. Умира на 19 ноември 1993 г.

## Трудове
- „Календар на географските открития и изследвания“ (1958)
- „Поход през вековете“ (1959)
- „Родопи“ (1965, в съавторство)
- „България“ (1978, в съавторство)
- „Баташка планина“ (1982, в съавторство)
- „Смолянският край“ (1988)